# يوشيا كوينسي الثاني
يوشيا كوينسي الثاني (بالإنجليزية: Josiah Quincy II) (و. 1744 – 1775 م) هو محام من الولايات المتحدة الأمريكية ولد في بوسطن.

## التعليم
تعلم في جامعة هارفارد.